# Leichtathletik-Europameisterschaften 1998/Kugelstoßen der Frauen

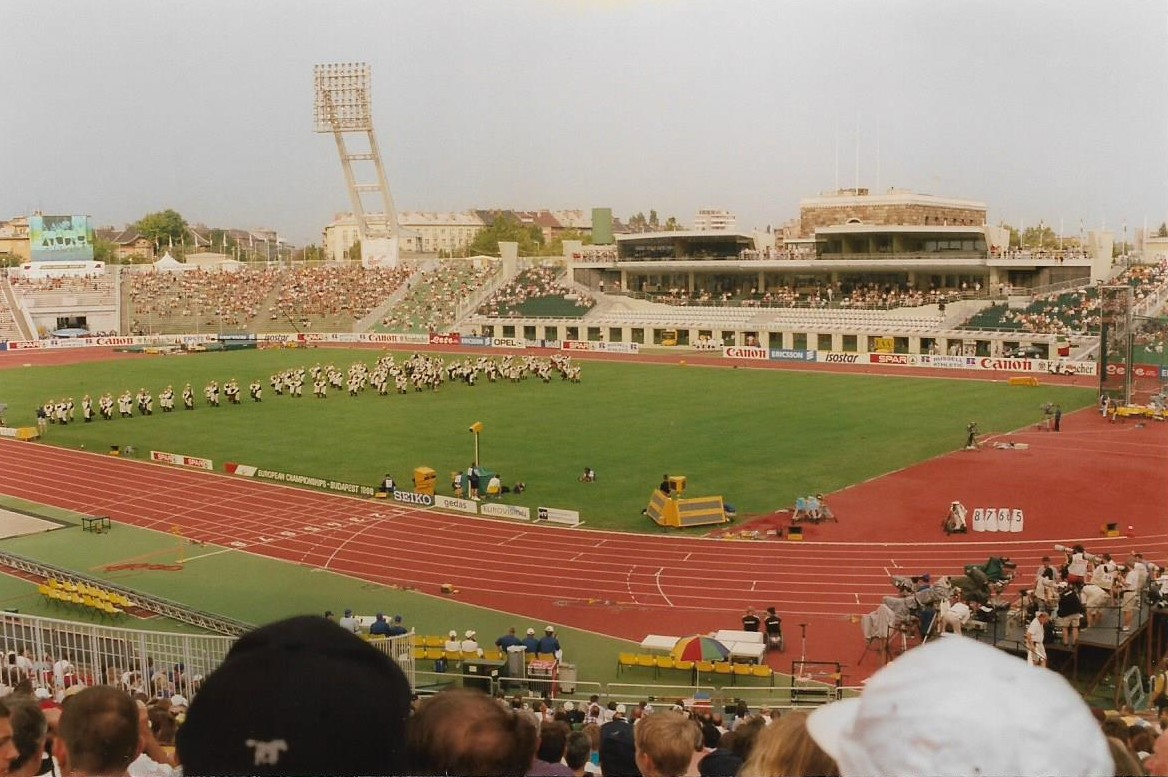
Das Népstadion von Budapest im Jahr 1998

Das Kugelstoßen der Frauen bei den Leichtathletik-Europameisterschaften 1998 wurde am 18. und 20. August 1998 im Népstadion der ungarischen Hauptstadt Budapest ausgetragen.
Europameisterin wurde die ukrainische Titelverteidigerin und Vizeweltmeisterin von 1997 Wita Pawlysch. Sie gewann vor der Russin Irina Korschanenko. Bronze ging an die Belarussin Janina Karoltschyk.

## Rekorde

### Bestehende Rekorde
| Weltrekord           | 22,63 m | Natalja Lissowskaja | Moskau, Sowjetunion (heute Russland) | 7. Juni 1987      |
| Europarekord         | 22,63 m | Natalja Lissowskaja | Moskau, Sowjetunion (heute Russland) | 7. Juni 1987      |
| Meisterschaftsrekord | 21,59 m | Ilona Slupianek     | EM Athen, Griechenland               | 6. September 1982 |

### Rekordverbesserungen
Die ukrainische Europameisterin Wita Pawlysch verbesserte den bestehenden EM-Rekord im Finale am 20. August um zehn Zentimeter auf 21,69 m. Damit erzielte sie gleichzeitig einen neuen Landesrekord. Zum Welt- und Europarekord fehlten ihr 94 Zentimeter.

## Qualifikation
18. August 1998
Achtzehn Wettbewerberinnen traten in zwei Gruppen zur Qualifikationsrunde an. Zehn von ihnen (hellblau unterlegt) übertrafen die Qualifikationsweite für den direkten Finaleinzug von 18,00 m. Damit war die Mindestzahl von zwölf Finalteilnehmerinnen nicht erreicht. Das Finalfeld wurde mit den beiden nächstplatzierten Sportlerinnen (hellgrün unterlegt) auf zwölf Kugelstoßerinnen aufgefüllt. So reichten für die Finalteilnahme schließlich 17,68 m.

### Gruppe A
| Platz | Name                | Nation         | Weite (m) |
| ----- | ------------------- | -------------- | --------- |
| 1     | Wita Pawlysch       | Ukraine        | 19,99     |
| 2     | Swetlana Kriweljowa | Russland       | 18,55     |
| 3     | Nadine Kleinert     | Deutschland    | 18,38     |
| 4     | Lieja Koeman        | Niederlande    | 18,01     |
| 5     | Janina Karoltschyk  | Belarus        | 18,00     |
| 6     | Krystyna Zabawska   | Polen          | 17,80     |
| 7     | Daniela Curovic     | BR Jugoslawien | 17,50     |
| 8     | Mara Rosolen        | Italien        | 17,08     |
| 9     | Margarita Ramos     | Spanien        | 16,41     |

### Gruppe B
| Platz | Name                   | Nation      | Weite (m) |
| ----- | ---------------------- | ----------- | --------- |
| 1     | Irina Korschanenko     | Russland    | 19,18     |
| 2     | Corrie de Bruin        | Niederlande | 18,36     |
| 3     | Stephanie Storp        | Deutschland | 18,08     |
| 4     | Katarzyna Żakowicz     | Polen       | 18,01     |
| 5     | Tatjana Chorchuljowa   | Belarus     | 18,01     |
| 6     | Karoliina Lundahl      | Finnland    | 17,68     |
| 7     | Katarina Sederholm     | Norwegen    | 16,83     |
| 8     | Linda-Marie Mårtensson | Schweden    | 16,79     |
| 9     | Natasha Erjavec        | Slowenien   | 16,43     |

## Legende
Kurze Übersicht zur Bedeutung der Symbolik – so üblicherweise auch in sonstigen Veröffentlichungen verwendet:
| CR | Championshiprekord |
| NR | Nationaler Rekord  |
| x  | ungültig           |

## Finale
20. August 1998
| Platz | Name                 | Nation      | Weite (m)   | Versuchsserien (m) | Versuchsserien (m) | Versuchsserien (m) | Versuchsserien (m)                               | Versuchsserien (m)                               | Versuchsserien (m)                               |
| Platz | Name                 | Nation      | Weite (m)   | 1. Versuch         | 2. Versuch         | 3. Versuch         | 4. Versuch                                       | 5. Versuch                                       | 6. Versuch                                       |
| ----- | -------------------- | ----------- | ----------- | ------------------ | ------------------ | ------------------ | ------------------------------------------------ | ------------------------------------------------ | ------------------------------------------------ |
| 1     | Wita Pawlysch        | Ukraine     | 21,69 CR/NR | 20,65              | 21,69              | 20,46              | 20,80                                            | 20,56                                            | 20,91                                            |
| 2     | Irina Korschanenko   | Russland    | 19,71       | 19,33              | x                  | 19,71              | 19,41                                            | x                                                | 19,49                                            |
| 3     | Janina Karoltschyk   | Belarus     | 19,23       | 17,55              | 18,24              | 18,31              | 18,15                                            | 18,24                                            | 19,23                                            |
| 4     | Swetlana Kriweljowa  | Russland    | 19,08       | 18,06              | 18,31              | 18,08              | 18,19                                            | 18,52                                            | 19,08                                            |
| 5     | Katarzyna Żakowicz   | Polen       | 18,77       | 17,24              | x                  | x                  | 17,76                                            | 17,89                                            | 18,77                                            |
| 6     | Nadine Kleinert      | Deutschland | 18,48       | x                  | 17,85              | 18,48              | 17,85                                            | x                                                | 18,44                                            |
| 7     | Corrie de Bruin      | Niederlande | 18,28       | 18,17              | 18,03              | 18,20              | 18,28                                            | x                                                | x                                                |
| 8     | Tatjana Chorchuljowa | Belarus     | 18,17       | 18,17              | 17,95              | 17,46              | 18,10                                            | x                                                | x                                                |
| 9     | Stephanie Storp      | Deutschland | 18,16       | 18,14              | 17,98              | 18,16              | nicht im Finale der besten acht Kugelstoßerinnen | nicht im Finale der besten acht Kugelstoßerinnen | nicht im Finale der besten acht Kugelstoßerinnen |
| 10    | Lieja Koeman         | Niederlande | 17,99       | 17,71              | 17,82              | 17,99              | nicht im Finale der besten acht Kugelstoßerinnen | nicht im Finale der besten acht Kugelstoßerinnen | nicht im Finale der besten acht Kugelstoßerinnen |
| 11    | Krystyna Zabawska    | Polen       | 17,69       | 17,31              | x                  | 17,69              | nicht im Finale der besten acht Kugelstoßerinnen | nicht im Finale der besten acht Kugelstoßerinnen | nicht im Finale der besten acht Kugelstoßerinnen |
| 12    | Karoliina Lundahl    | Finnland    | 17,33       | 17,33              | x                  | 17,03              | nicht im Finale der besten acht Kugelstoßerinnen | nicht im Finale der besten acht Kugelstoßerinnen | nicht im Finale der besten acht Kugelstoßerinnen |

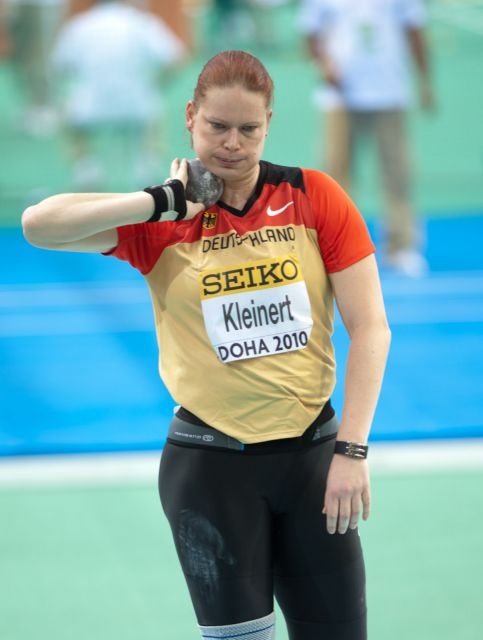
Nadine Kleinert kam auf den sechsten Platz – sie wurde später vier Mal Vizeweltmeisterin, 2012 Europameisterin und errang 2004 Olympiasilber
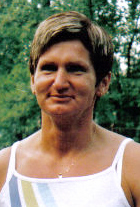
Krystyna Zabawska erreichte Platz elf

## Videolin
- DT-Dietzsch-EC 1998-best.mpg, youtube.com, abgerufen am 16. Januar 2023